# Phạm Vũ Luận
Phạm Vũ Luận (Campo Kim Thu, Thanh Oai, Hanói, 1 de agosto de 1955) es un economista vietnamita y ministro de Educación y Formación de Vietnam. 

## Biografía
Estudió en la Universidad de Comercio; en 1987, defendió con éxito su tesis de doctorado sobre Economía Soviética teniendo como tema "la distribución socialista".  Antes de trabajar en el Ministerio de Educación y Formación, trabajó varios años en la Universidad de Comercio y se desempeñó como rector entre 1999 y el 2004.

### Carrera política
Desde junio de 2004, fue nombrado como Ministro Adjunto (en sustitución Le Vu Hung quien se enfermó de repente) y como titular del Ministerio de Educación y Formación a Nguyễn Thiện Nhân.  Desde diciembre de 2009, asumió el cargo de diputado permanente así como la Secretaría del Comité Central del Partido, Secretario del Comité del Partido Comunista, del Ministerio de Educación y Formación.  En abril de 2010, siendo Nguyễn Thiện Nhân vice primer ministro, le confió el Ministerio.